# Communistenbond Spartacus
De Communistenbond Spartacus was een Nederlandse radencommunistische groepering opgericht door Stan Poppe in 1945, direct na de Tweede Wereldoorlog. 

## Geschiedenis
De Communistenbond Spartacus kwam voort uit de communistische en internationalistische verzetsorganisatie Marx-Lenin-Luxemburg-Front. Sterk beïnvloed door de teksten van Herman Gorter nodigden de groep oud-deelnemers uit van de GIC. In 1947 verlieten veel oud-deelnemers van de GIC de Communistenbond door een te hoge centralisatie. 
In 1981 hield de groep op met bestaan en begon een aantal oud-deelnemers een nieuwe orgaan genaamd Daad en Gedachte.